# Ергольский, Владимир Матвеевич
Владимир Матвеевич Ергольский (1840—1900) — российский государственный деятель, действительный статский советник. Акмолинский вице-губернатор.

## Биография
На военной службе с 1857 года. На 1869 год отставной штабс-капитан, посредник Дриссенского уездного мирового съезда Витебской губернии.
На 1878 год Борисовский уездный предводитель дворянства Минской губернии в чине коллежского советника. В 1883 году произведён в действительные статские советники.
На 1897 год почётный мировой судья Пермской губернии. На 1898 год был председателем Пермского уездного съезда земских начальников, председателем Пермского Комитета попечительства о народной трезвости, действительным членом Пермского губернского статистического комитета, а так же членом попечительского совета Мариинской женской гимназии и Пермского управления Российского общества Красного креста.
С 1898 год по 1900 годы председатель областного правления и Акмолинский вице-губернатор.
Похоронен на Казачьем кладбище Омска.